# Jitka Vrbová
Jitka Vrbová, rozená Kočaříková (30. září 1940 – 3. března 2025), byla česká zpěvačka, která byla známa především jako výrazná představitelka žánru trampské a country hudby, věnovala se ale i jazzu a swingu. 
Původním povoláním byla učitelka českého a ruského jazyka.

## Život
Její život poznamenala vážná nemoc v dětství – ve čtyřech letech onemocněla tuberkulózou, která napadla kyčelní kloub. Strávila 10 let v léčebně Košumberk, většinu života nemohla dobře chodit ani sedět a trpěla bolestmi. V roce 2011 absolvovala operaci kyčle i kolenního kloubu.
Vystudovala na Karlově univerzitě Filozofickou fakultu, obor čeština-ruština, a stala se učitelkou. Její zájem o zpívání se projevil již v době vysokoškolských studií, zpívala ve studentském souboru zaměřeném na spirituály. Hned po skončení školy se stala také amatérskou zpěvačkou. Koncem šedesátých let působila v rockové skupině Fortuna, v sedmdesátých letech se skupinou Sépie, začala zpívat písně ve stylu country and western. Nějaký čas zpívala také s jazzovými kapelami Jazz Fiddlers, Pražský dixieland nebo se Steamboat Stompers. Její hlas zazněl i ve filmu Anděl svádí ďábla (1988).
Dlouhou dobu byla zároveň učitelkou i zpěvačkou. Jako zpěvačka měla poměrně široký hudební záběr, zpívala nejen trampské a country písně, ale i písně jazzové či swingové, s různými doprovázejícími muzikanty. Nejvíce spolupracovala se Stanislavem Chmelíkem a skupinou Akáty. Zpívala i s Evou Pilarovou a Evou Olmerovou, se skupinou Hot Jazz Praha.

## Diskografie
- Metropolitan Jazz Band & Jitka Vrbová
- 1987 R.C.Folk & Jitka Vrbová
- 1987 When It ´s Sleepy Time
- 1991 Co nevidět se sejdem
- 1994 Knížka z dětství
- 1996 Vzpomínám
- 1998 Den začíná krásně
- 2000 Jitka Vrbová & Vladimír Tomek a přátelé
- 2001 Tam pod nebeskou bání
- 2001 Jiří Suchý, Jitka Vrbová & ERASTUS
- 2004 Country lásky – country hity 60 – 80 let
- 2008 Sepie - Všechno je tak, jak má být
- Pikovický Blues (písně Stanislava Chmelíka)

### Spoluúčasti
- Country Duety (společně s dalšími interprety, jimiž byli Věra Martinová, Helena Maršálková, Jan Nedvěd a František Nedvěd, Pavel Bobek, Milena Soukupová, Marcela Voborská)
- Country koktejl (společně s dalšími interprety, jimiž byli Michal Tučný, Petra Černocká a Whiskey Band, František Nedvěd, Karel Kahovec, Karel Zich a Flop)
- Country koktejl 3 (společně s dalšími interprety, jimiž byli Jindřich Šťáhlavský, Helena Maršálková a Josef Blažejovský, Mirek Hoffmann a Zelenáči, Ivan Mládek)
- Country kolekce (společně s dalšími interprety, jimiž byli Věra Martinová a Gram, Helena Maršálková, Milena Soukupová, Pavel Soukup, Akáty, Tony Linhart, Hawai Melody)
- Country kolekce 3 (společně s dalšími interprety, jimiž byli Marcela Voborská, František Nedvěd, Marie Pojkarová & Akáty, Mirek Černý, Václav Maršálek, Stáňa & Frank)
- Nejkrásnější trampské písničky o lásce (dále účinkují: Duo Červánek, Legendy Pacifiku, Úsvit – TC Praha, Tomáš Pergl a Country Band, Medvědi Česká Třebová, Akáty)
- Nejhezčí trampské písničky (dále účinkují: Posázavský expres, Duo Durango – Muška, Osada Desperado, Kapitán Kid, KTP Mladá Boleslav, Akáty)
- Niagara (dále účinkují: Akáty, Soubor osady Údolí děsu, Jarda Blanda a Akáty, Veteráni, Duo Červánek a Josef Bonny Konšal, Kuřata)
- Potlach v údolí – 2CD, Supraphon (spoluautoři: Stanislav Chmelík, Sláva Kunst, Ronald Kraus, Michal Bukovič nebo Miroslav Černý; dále účinkují: Akáty, KTO nebo Tornádo, Zdeněk Mulač, Vráťa Vyskočil, Martin Javůrek, Duo Červánek, Brontosauři, Soubor osady Údolí děsu)
- Vrať se k nám stejnou řekou (společně s Evou Pilarovou a Evou Olmerovou) – rok 1986